# Riccardo Garrone (industriel)
Pour les articles homonymes, voir Riccardo Garrone.
Riccardo Garrone (né le 23 janvier 1936 à Gênes, en Ligurie et mort le 21 janvier 2013 à Grondona, est un chef d'entreprise italien dans le secteur du pétrole ; il est président honoraire de la société familiale, ERG.

## Biographie
Diplômé en chimie industrielle, il a géré ERG en 1963 après la mort prématurée de son père, selon une croissance constante pendant plus de quarante ans. De 1983 à 1986, et de 1998 à 2000 il a été président de l’Associazione Industriali di Genova. En 1993 il est nommé Cavaliere del Lavoro.
En 2003 il laisse la présidence de ERG à son fils Edoardo Garrone, tout en gardant la charge de Conseiller d'administration de la holding qui gère le groupe.
De 2002 a 2013 il est aussi le président de l'équipe de foot UC Sampdoria Gênes, remontée en série A la première année de sa présidence, mais dont les résultats sont variés.